# Wei Guangtao
Dans ce nom chinois, le nom de famille, Wei, précède le nom personnel.
Pour les articles homonymes, voir Wei.
 (décembre 2021).
La mise en forme du texte ne suit pas les recommandations de Wikipédia : il faut le « wikifier ».
Les points d'amélioration suivants sont les cas les plus fréquents. Le détail des points à revoir est peut-être précisé sur la page de discussion.
- Les titres sont pré-formatés par le logiciel. Ils ne sont ni en capitales, ni en gras.
- Le texte ne doit pas être écrit en capitales (les noms de famille non plus), ni en gras, ni en italique, ni en « petit »…
- Le gras n'est utilisé que pour surligner le titre de l'article dans l'introduction, une seule fois.
- L'italique est rarement utilisé : mots en langue étrangère, titres d'œuvres, noms de bateaux, etc.
- Les citations ne sont pas en italique mais en corps de texte normal. Elles sont entourées par des guillemets français : « et ».
- Les listes à puces sont à éviter, des paragraphes rédigés étant largement préférés. Les tableaux sont à réserver à la présentation de données structurées (résultats, etc.).
- Les appels de note de bas de page (petits chiffres en exposant, introduits par l'outil «  Source ») sont à placer entre la fin de phrase et le point final[comme ça].
- Les liens internes (vers d'autres articles de Wikipédia) sont à choisir avec parcimonie. Créez des liens vers des articles approfondissant le sujet. Les termes génériques sans rapport avec le sujet sont à éviter, ainsi que les répétitions de liens vers un même terme.
- Les liens externes sont à placer uniquement dans une section « Liens externes », à la fin de l'article. Ces liens sont à choisir avec parcimonie suivant les règles définies. Si un lien sert de source à l'article, son insertion dans le texte est à faire par les notes de bas de page.
- La présentation des références doit suivre les conventions bibliographiques. Il est recommandé d'utiliser les modèles {{Ouvrage}}, {{Chapitre}}, {{Article}}, {{Lien web}} et/ou {{Bibliographie}}. Le mode d'édition visuel peut mettre en forme automatiquement les références.
- Insérer une infobox (cadre d'informations à droite) n'est pas obligatoire pour parachever la mise en page.

Pour une aide détaillée, merci de consulter Aide:Wikification.
Si vous pensez que ces points ont été résolus, vous pouvez retirer ce bandeau et améliorer la mise en forme d'un autre article.
Wei Guangtao (27 novembre 1837 -15 mars 1916), nom de courtoisie Wuzhuang, était un homme politique chinois qui fut gouverneur du Xinjiang, vice-roi de Yun-Gui, vice-roi de Shaan-Gan, vice-roi de Liangjiang et vice-roi de Min-Zhe.
Il occupa également des fonctions  militaire pendant la première guerre sino-japonaise et la révolte des Dounganes de 1895.

## Biographie
Wentong naquit en 1837 dans le Xian de Shaoyang.

### Administration civile
Une fois rentré dans l’administration Qing, Il a travaillé dans le camp militaire de Jiangxi, avant de choisir Jiupin comme affectation en 1859. En 1860, Guangtao fut envoyé dans le Xian de Cheng, une nouvelle affectation faite sans tenir compte de ses engagements en cours, car durant un mois, il se retrouva officiellement à la fois a Cheng et avec un emploi sous les ordres de Lan Ling a un autre endroit.
En 1861, Guangtao a été sélectionné pour intégré la prestigieuse sélection du Xian en tant que "Hualing", de 1861 à 1863 . En 1863, Guangtao pris la décision de rester plus longtemps au Zhejiang. Exempté de service en 1864, il est resté et a rattrapé le temps perdu en produisant des vaccins. En 1865, Guangtao devint taoïste et travaillât durant toute l'année 1866 dans le transport du sel.
En 1867, il fut promu officier de circuit de première classe. En 1883, il est nommé ambassadeur en chef du Gansu, poste qu'il occupa jusqu'en 1885,. C'est après cette première nomination a un haut poste officiel que Guangtao commença à être affecté a différents postes de Gouverneur général/Vice-roi à travers la Chine. De 1889 à 1892, il fut ambassadeur en chef du Xinjiang,, puis Vice-roi du Jiangxi en 1896, Vice-roi de Yun-Gui de 1900 à 1902, Gouverneur du Shaanxi à partir de 1900,,, Vice-roi de Liangjiang du 5 décembre 1902 au 4 septembre 1904  et enfin vice-roi de Min-Zhe de 1904 à 1905,. Il était censé devenir vice-roi de Huguang en 1911 mais n'a jamais pris ses fonctions.

### Armée
Pendant la première guerre sino-japonaise, Wei Guangtao, alors commandant féodal du Xinjiang, a dirigé le 6e bataillon de l'armée Wuwei, composé de 3 300 soldats, lors de la bataille de Niuzhuang. Avec l'aide de Li Guangjiu, l'armée japonaise a été dépassée en nombre pendant toute une journée et une nuit, et les troupes ayant survécut aux combats ont pu effectuer une percée.

### Famille
Son petit-fils Wei Rongje fut un scientifique chinois, membre de l'Académie chinoise des sciences et professeur à l'Université de Nanjing.